# Il segno del comando (romanzo)
Il segno del comando è un romanzo del 1987 scritto da Giuseppe D'Agata. Si tratta della rielaborazione della sceneggiatura dell'omonimo sceneggiato trasmesso dalla Rai nel 1971. 
La prima edizione è Rusconi Libri, poi riedito nel 1994 nei Tascabili Economici da Newton Compton Editori.

## Trama
Edward Forster, professore di letteratura inglese di Cambridge alle prese con l'edizione di un diario di Lord Byron da lui scoperto, scritto durante il soggiorno romano del 1817, riceve da un certo Tagliaferri una lettera contenente una fotografia che ritrae una piazza romana descritta nel diario dello scrittore inglese e che lo stesso Forster credeva inesistente. Giunto a Roma, Forster scopre che il mittente della fotografia è un pittore morto da cento anni e che nessuno sa dove si trovi la famosa piazza. Al suo posto Forster incontrerà Lucia, una donna affascinante e sfuggente che lo condurrà in una Roma misteriosa, impregnata di atmosfere surreali e scoprirà che il giorno della sua morte è già stato fissato da almeno due secoli.